# 樫木祐人
樫木祐人，日本的漫画家。熊本縣出身。京都精華大學漫画学部劇情漫畫專門分野畢業。

## 作品

### 連載
- 妖精森林的小不點（《Fellows！》22號[2]→《Harta（日语：ハルタ (漫画誌)）》－連載中，已發行13冊（截至2025年1月））－從改名。東立出版社、中信出版社代理。

## 註解
1. ↑  . 京都精華大学.   [2017-11-28]. （原始内容存档于2017-06-25）.
2. ↑  . Comic Natalie (Natasha). 2012-04-14  [2012-04-14]. （原始内容存档于2021-12-15） （日语）.

## 外部連結
- 武者プルーン （页面存档备份，存于） - 作者個人網站（日語）
- 兎沢(樫木祐人)的X（前Twitter）